# Godardia tiberiella
Godardia tiberiella är en fjärilsart som beskrevs av Embrik Strand 1911. Godardia tiberiella ingår i släktet Godardia och familjen praktfjärilar. Inga underarter finns listade i Catalogue of Life.